# Ocupación británica de Fernando Poo
La ocupación británica de Fernando Poo (actual isla de Bioko, en Guinea Ecuatorial) fue desde 1827 hasta 1843. Luego de su ocupación. Los británicos fundaron el Port Clarence que se convertiría en la actual Malabo, capital de Guinea Ecuatorial. Desde 1843 serían los españoles los que gestionarían la isla, que tras ser unida a otras colonias españolas cercanas daría lugar a la Guinea Española, hasta que en 1968 se produce la independencia de Guinea Ecuatorial.

## Antecedentes
España obtuvo la isla de Bioko de Portugal tras el tratado de San Ildefonso de 1777, y el tratado de El Pardo de 1778. Tras varios retrasos, el 17 de octubre de 1778 se formaliza la toma de posesión de Fernando Poo en la propia isla, ante las autoridades portuguesas; el 19 de noviembre se hizo lo propio en Annobón. El 9 de diciembre de 1779 desembarca la expedición española, fundando Concepción en Fernando Poo, para establecerse definitivamente y ponerla bajo la jurisdicción del por entonces nuevo Virreinato del Río de la Plata.
El 24 de septiembre de 1780, ante la falta de apoyos de la metrópoli, las enfermedades y la hostilidad de los nativos, se produce un motín en la colonia. Los rebeldes apresan a la máxima autoridad (el teniente coronel Primo de Rivera), pasando el mando al segundo, el sargento Martín. El nuevo jefe evacuó la colonia, dirigiendo a los supervivientes a Santo Tomé, donde fue apresado por los portugueses que restituyeron al Ten. Cor. Primo de Rivera en su cargo. Después de conocer que Concepción había sido arrasada por los nativos, y tras un ataque inglés en Santo Tomé, los españoles decidieron regresar a Montevideo, abandonando las islas.

### Presencia británica (1827-1843)

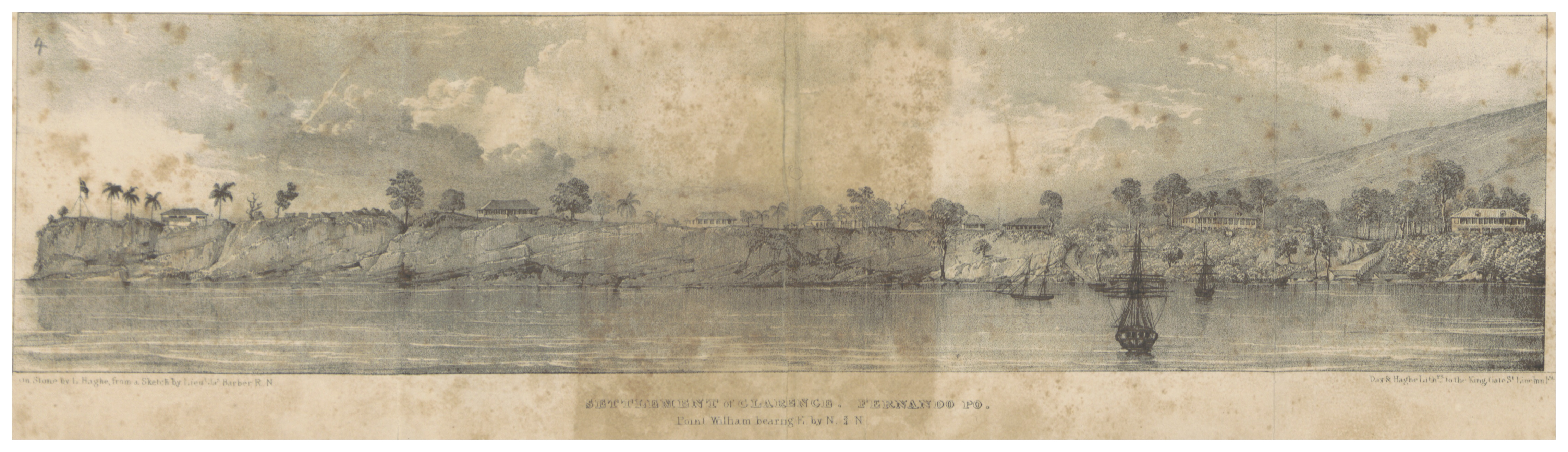
Ilustración de Port Clarence en 1840.

En 1821, el capitán británico Nelly abordó la isla de Fernando Poo. La encontró abandonada y fundó el establecimiento de Melville Bay (Riaba). Los españoles no estaban dispuestos a invertir en el desarrollo de Fernando Poo, de forma que entre 1827 a 1840 permitieron al Reino Unido establecer una base naval en la zona de Malabo debido al interés español en establecer una base en la región para controlar el comercio atlántico de esclavos. La decisión de España de abolir la esclavitud en 1837 por insistencia de Gran Bretaña disminuyó enormemente el valor percibido de la colonia ante las autoridades, por lo que ceder bases navales era una forma efectiva de ganar ingresos en una colonia por lo demás sin valor. Ya en 1801 España había concedido el derecho al Reino Unido de usar la isla de Annobón como puerto para avituallamiento de agua dulce, construyéndose un pequeño fuerte en esta.
En 1810, en el Virreinato del Río de la Plata, donde la Gobernación de Fernando Poo y Annobón estaba bajo jurisdicción, ocurrió la Revolución de Mayo y por consecuencia la guerra de la independencia Argentina. Cuando las Provincias Unidas del Río de la Plata se independizaron el 9 de julio de 1816, la gobernación de las islas quedó sin un virreinato el cual estar bajo jurisdicción. Tampoco Argentina reclamo por las islas, lo más probable era porque por ese momento estaban ocupados en el Cruce de los Andes y sus Guerras civiles
Luego de que España le concediera las islas en 1801 los británicos ocuparon la isla de Bioko entre 1827 y 1840 con el pretexto formal de "luchar contra el tráfico de esclavos" (aún cuando la posición europea en décadas anteriores había sido proclive a dicho tráfico). Así las cosas, en 1827 y sin permiso español se trasladó de Sierra Leona a Fernando Poo la sede de la Comisión Mixta de Represión de la Trata para la captura de barcos negreros y persecución de traficantes, hasta que la volvieron a trasladar a Freetown tras un acuerdo con España en 1843.
En 1827 el capitán británico, William Fitzwilliam Owen, decidió colonizar la isla y establecer en el norte de la misma —el emplazamiento de la actual Malabo— una base para los barcos británicos que perseguían a los traficantes europeos de esclavos. Es así como surge, el 25 de diciembre de 1827 Port Clarence (posteriormente Santa Isabel y hoy conocida como Malabo), sobre las ruinas de un asentamiento portugués previo. El nombre fue elegido en honor al Duque de Clarence, que luego se convertiría en Guillermo IV del Reino Unido. Los bubis autóctonos de la isla la llamaron "Ripotó" («lugar de los extranjeros»). Durante su mandato de tres años, sus fuerzas afirmaron haber detenido veinte barcos y liberado a dos mil quinientos secuestrados para trabajar como esclavos, asentándose muchos de ellos en Port Clarence
Durante el periodo de la presencia británica, los cónsules británicos se convertían automáticamente en gobernadores de la colonia. Entre ellos destacó el gobernador John Beecroft, un marino mulato británico que modernizó la capital, cuya labor fue reconocida más tarde por España erigiendo un monumento que se encuentra en Punta Fernanda.
En 1841 Reino Unido, interesado en dominar Fernando Poo y Annobón, propuso al gobierno español la compra de las islas por sesenta mil libras esterlinas de la época. La venta de la colonia se frustró por la oposición de la opinión pública y la negación de la Cámara de Comercio de permitir que la iniciativa saliera adelante. Los españoles volverían a tomar posesión en 1843 y se inició la etapa de la colonia española de Guinea, que duró hasta 1968.
El consulado británico del los golfos de Benín y de Biafra fue establecido en Fernando Poo en 1849 y allí mantuvo sus oficinas por más de tres décadas hasta mediados de los ochenta.